# Барт Вейтс
Барт Вейтс (нар. 15 вересня 1969) — колишній бельгійський тенісист.
Найвищу одиночну позицію світового рейтингу — 69 місце досяг 28 вересня 1992 року.
Найвищим досягненням на турнірах Великого шолома було 3 коло в одиночному розряді.

## Титули на челленджерах

### Одиночний розряд: (3)
| Ранг | Дата | Турнір              | Покриття | Суперник          | Рахунок       |
| ---- | ---- | ------------------- | -------- | ----------------- | ------------- |
| 1.   | 1989 | Odrimont, Бельгія   | Ґрунт    | Олів'є Суль       | 0–6, 6–3, 6–1 |
| 2.   | 1991 | Лісабон, Португалія | Ґрунт    | Нуно Маркес       | 6–2, 6–4      |
| 3.   | 1991 | Порту, Португалія   | Ґрунт    | Мартін Востенголм | 6–3, 7–5      |